# Dactyloctenium aegyptium
A Dactyloctenium aegyptium az egyszikűek (Liliopsida) osztályának a perjevirágúak (Poales) rendjébe, ezen belül a perjefélék (Poaceae) családjába tartozó faj.
Nemzetségének a típusfaja.

## Előfordulása
A Dactyloctenium aegyptium előfordulási területe Afrika. Az ember a világ más tájaira is betelepítette, ahol jól megkapaszkodott; így az Amerikai Egyesült Államokban inváziós fajnak számít. Afrika egyes részein ínségeledelnek számít.

## Megjelenése
Gyöktörzses sarjadzással terjed. Az egyenesen felemelkedő szára körülbelül 30 centiméter magas.

## Fordítás
- Ez a szócikk részben vagy egészben  a   Dactyloctenium aegyptium című angol Wikipédia-szócikk ezen változatának fordításán alapul.  Az eredeti cikk szerkesztőit annak laptörténete sorolja fel. Ez a jelzés csupán a megfogalmazás eredetét és a szerzői jogokat jelzi, nem szolgál a cikkben szereplő információk forrásmegjelöléseként.